# Appalachia
Appalachia é uma cidade  localizada no estado norte-americano de Virginia, no Condado de Wise.

## Demografia
Segundo o censo norte-americano de 2000, a sua população era de 1839 habitantes. 
Em 2006, foi estimada uma população de 1761, um decréscimo de 78 (-4.2%).

## Geografia
De acordo com o United States Census Bureau tem uma área de 
6,0 km², dos quais 6,0 km² cobertos por terra e 0,0 km² cobertos por água. Appalachia localiza-se a aproximadamente 559 m acima do nível do mar.

## Localidades na vizinhança
O diagrama seguinte representa as localidades num raio de 16 km ao redor de Appalachia. 